# Laminacauda orina
Laminacauda orina é uma espécie de aranhas araneomorfas da família Linyphiidae encontrada no Peru. Esta espécie foi descrita pela primeira vez em 1916, pelo biólogo Chamberlin.